# StressLinux
 (janvier 2021).
StressLinux est une distribution Linux très petite (MiniLinux) destinée à tester la santé de son ordinateur en haute charge. Elle contient des utilitaires comme stress, cpuburn, hddtemp, lm_sensors, etc. Elle ne pèse que 27 Mo et peut être stockée sur un cdrom ou démarrée via PXE.